# Metzia longinasus
Metzia longinasus és una espècie de peix cipriniforme de la família dels ciprínids.

## Morfologia
- Els mascles poden assolir 11,6 cm de longitud total.
- Nombre de vèrtebres: 40-41.[4]

## Hàbitat
És un peix d'aigua dolça i de clima tropical.

## Distribució geogràfica
Es troba a Àsia: Guangxi (sud de la Xina).